# Sierra Madre del Sur
Pour les articles homonymes, voir Sierra Madre.
La sierra Madre del Sur (« Sierra Madre du Sud ») est une chaîne de montagnes localisée dans le Sud du Mexique. Elle s'étend sur une longueur de 1 000 kilomètres entre le Sud de Michoacán et l'Est d'Oaxaca. Elle est parallèle à la côte de l'océan Pacifique et à l'axe volcanique transversal, dont elle est séparée à l'ouest par la dépression de la Balsas. La cordillère Néovolcanique et la sierra Madre du Sud se rejoignent au nord d'Oaxaca, reliées par la sierra Mixteca. La chaîne se poursuit vers l'est jusqu'à l'isthme de Tehuantepec où elle se prolonge au Chiapas par la sierra Madre de Chiapas. Le cerro Nube, dans l'État d'Oaxaca et point culminant de la sierra Madre del Sur, s'élève à une altitude de 3 720 mètres. Dans l'État du Guerrero, il faut signaler le cerro Teotepec, point culminant de cet État à une altitude de 3 540 mètres. Bien qu'elles soient séparées de la chaîne par le canyon de la rivière Balsas, les montagnes situées au sud de Michoacán (connues sous le nom de sierra de Coalcomán), sont aussi considérées comme faisant partie de cette sierra. La cordillère est remarquable par sa grande biodiversité et le grand nombre des espèces endémiques.